# Glasgow High Kelvinside Rugby Football Club
Dernière mise à jour : 27 février 2013.
Le Glasgow High Kelvinside RFC (GHK) est un club écossais de rugby à XV situé à Glasgow.

## Histoire
Le Glasgow High Kelvinside RFC (GHK) est fondé en 1982 de la fusion entre Kelvinside Academicals (fondé en 1888) et Glasgow High School FP (fondé en 1884). Il garde les couleurs marron et jaune du Glasgow High School FP. Le club fusionne en 1997 avec le Glasgow Academicals RFC pour former le Glasgow Hawks RFC. En 2001, Glasgow High Kelvinside RFC est reformé.

## Joueurs célèbres
Le club a fourni trois joueurs à l'Équipe d’Écosse.
- Shade Munro
- Murray Wallace
- Alan Watt